# ヒューロン郡 (ミシガン州)
座標: 北緯43度52分 西経83度02分 / 北緯43.867度 西経83.033度
ヒューロン郡（英: Huron County）は、アメリカ合衆国ミシガン州ロウアー半島の東部、半島をミトンに譬えたときに親指の先端に位置する郡である。フリント/トリシティーズ地域に属してもいる。サギノー湾とヒューロン湖に三方を囲まれており、湖岸線はヒューロン湖のホワイトロックからサギノー湾のシベウイングまで140キロメートル以上もある。「親指」に位置する他の郡と同様、最も重要な産業は農業である。デトロイトやフリント、サギノー各市のような大都市から季節によって観光客が訪れている。エクセロンのウィンズ・ハーベスト1ウィンド・プロジェクトが進められている。2010年国勢調査での人口は33,118人であり、2000年の36,079人から8.2%減少した。郡庁所在地はバッドアックス市（人口3,129人）であり、同郡で人口最大の都市でもある。

## 歴史
ヒューロン郡は当初サニラック郡とタスコラ郡に付設されていた。1840年4月1日にミシガン州法によって創設され、1859年1月25日に州議会の法によって完全に組織化された。サンドビーチ（現在のハーバービーチ）が1865年まで郡庁所在地であったが、郡庁舎が火事で焼け、郡の記録の大半も失われた。郡庁はポートオースティンに移されたが、1873年に郡政委員会がバッドアックスを恒久的な郡庁所在地に定めた。
ヒューロンという郡名は、フランス人の旅人がワイアンドット族あるいはヒューロン族インディアンが髪の毛を異様なやり方で飾っているのを見て驚かされ、"In elles hures" （なんという頭だ）と言ったことから派生したとされている。これらの部族は1649年にイロコイ族によって追い出された。
17世紀から18世紀初めの「親指」地域では、地名の語尾に"onti" または "ondi" が付けられ、スケンチオートンティアス（"Skenchioetontius"）やカンデチオンディアス（"Kandechiondius"）などと付けられていた。"Onti" は「突き出る」という意味がある。ヒューロン族の子孫であるワイアンドットとは、「半島の住人」を意味していると言われている。オノンダガの岬あるいは半島がオノントト（"onoentoto"）である。
18世紀初期、「親指」地区はアメリカでも最もビーバー猟に適した所と言われており、デトロイト地域はティオ・サール・オンディオン（"Tio-sahr-ondion"）と呼ばれ、スケンチオー（現在のヒューロン郡とサニラック郡）に近かった。これは「ビーバーのダムが多くの物を遮る場所」という意味だった。
1700年頃のフランスの地図には、サギノーと「親指」の地域に"Chasse des caster des ami de Francois"と記されていた。これはフランスの僚友のビーバー狩猟場を意味した。

## 地理
アメリカ合衆国国勢調査局に拠れば、郡域全面積は2,136.47平方マイル (5,533.4 km2)であり、このうち陸地836.52平方マイル (2,166.6 km2)、水域は1,299.95平方マイル (3,366.9 km2)で水域率は60.85%である。

### 主要高規格道路
- ミシガン州道19号線
- ミシガン州道25号線
- ミシガン州道53号線
- ミシガン州道142号線

### 隣接する郡
- サニラック郡 - 南東
- タスコラ郡 - 南西

## 人口動態
以下は2010年国勢調査による人口統計データである。
| 基礎データ - 人口: 33,118人 - 世帯数: 14,348 世帯 - 家族数: 9,328 家族 - 人口密度: 15人/km2（40人/mi2） - 住居数: 21,199軒 - 住居密度: 10軒/km2（25軒/mi2） 人種別人口構成 - 白人: 96.1% - アフリカン・アメリカン: 0.4% - ネイティブ・アメリカン: 0.3% - アジア人: 0.4% - その他の人種: 0.0% - 混血: 0.9% - ヒスパニック・ラテン系: 2.0% | 年齢別人口構成 - 18歳未満: 20.7% - 18-24歳: 6.4% - 25-44歳: 20.4% - 45-64歳: 30.8% - 65歳以上: 21.7% - 年齢の中央値: 47歳 - 性比（女性100人あたり男性の人口） - 総人口: 98.5 - 18歳以上: 97.3 世帯と家族（対世帯数） - 18歳未満の子供がいる: 24.7% - 結婚・同居している夫婦: 52.7% - 未婚・離婚・死別女性が世帯主: 8.1% - 非家族世帯: 35.0% - 単身世帯: 30.7% - 平均構成人数 - 世帯: 2.27人 - 家族: 2.81人 | 収入と家計 - 収入の中央値 - 世帯: 38,789米ドル - 家族: 46,533米ドル - 性別 - 男性: 26,688米ドル - 女性: 15,198米ドル - 人口1人あたり収入: 21,342米ドル - 貧困線以下 - 対人口: 14.4% - 対家族数: 1.4% - 18歳未満: 19.7% - 65歳以上: 10.4% |

## 郡政府
郡政府は郡監獄の運営、地方道の維持、地方裁判所の運営、権利譲渡と抵当権設定記録など重要記録の維持、公衆衛生規制の管理、福祉など社会サービスの項目で州の施策への参加を行う。郡政委員会は予算を管理するが、法や条例を作るのは限定付き権限である。ミシガン州では、警察と消防、建設と区画割、税評価、街路維持など地方政府の大半機能は個々の都市と郡区の責任である。

## 郡区
ヒューロン郡は下記29の郡区に分割されている。

| - ビンガム - ブルームフィールド - ブルックフィールド - ケイスビル - チャンドラー - コルファクス | - ドワイト - フェアヘイブン - ゴア - グラント - ヒューム - ヒューロン | - レイク - リンカーン - マッキンリー - ミード - オリバー - パリス | - ポワントバルク - ポートオースティン - ルビコン - サンドビーチ - シベウイング | - シェリダン - シャーマン - シーゲル - ベローナ - ウィンザー |

## 都市と町
都市
- バッドアックス - 郡庁所在地
- ケイスビル
- ハーバービーチ

村
- エルクトン
- カインド
- オーウェンデール
- ピジョン
- ポートオースティン
- ポートホープ
- シベウイング
- アブリー

未編入の町

| - バック - ベイポート - バーン - クラコー - フィリオン - グレンコー | - グランドストーン - ヘレナ - ヒューロンシティ - アイバンホー - キルマナー - ルイスビル - リンクビル - パリスビル - ポーロースキ | - ピネボッグ - ポワントバルク - ポップル - ラプソン - レッドマン - ローズアイランド - ルス | - バレーアイランド - ベローナ - ウィール - ホワイトロック |

## 宗教
ヒューロン郡はローマ・カトリック教会サギノー教区に属している。